# Anaxagorea borneensis
Anaxagorea borneensis är en kirimojaväxtart som först beskrevs av Odoardo Beccari och som fick sitt nu gällande namn av James Sinclair.
Anaxagorea borneensis ingår i släktet Anaxagorea och familjen kirimojaväxter. Inga underarter finns listade i Catalogue of Life.